# Bufotes siculus
Bufotes siculus (kallas även Pseudepidalea sicula) är en groddjursart som först beskrevs av Stöck, Sicilia, Belfiore, Buckley, Lo Brutto, Lo Valvo och Arculeo 2008.  Den ingår i släktet Bufotes och familjen paddor. IUCN kategoriserar arten globalt som livskraftig. Inga underarter finns listade i Catalogue of Life.

## Beskrivning
Alla grönpaddor är mycket lika, med grönaktiga fläckar på ljusare bakgrund. Denna art har främst brunaktiga till olivgröna fläckar och saknar oftast de röda till brunaktiga fläckar kring hudkörtlar som finns hos andra grönpaddor, främst Bufotes balearicus. Utseendet är emellertid mycket variabelt, och säker bestämning nås främst genom analys av mitrokondrie-DNA.

## Ekologi
Paddan förekommer i låglänta områden som kustområden, gärna med sanddyner, åkermark, grus- och sandtag, dammar och diken.

## Utbredning
Arten förekommer i Italien på Sicilien och de mindre öarna Favigana och Ustica.

## Taxonomi och kontroverser
Denna arts taxonomi är omstridd. Ursprungligen fördes den till släktet Bufo, och fördes då till Bufo viridis. När detta släkte delades upp på flera, hamnade den initialt i släktet Pseudepidalea. Flera auktoriteter anser emellertid att detta var felaktigt, IUCN betraktar det senare släktet som polyfyliskt, i alla fall för de så kallade grönpaddorna (denna art, B/P. balearicus, B/P. boulengeri, B/P. variabilis och B/P. viridis och förordar att de i stället skall föras till Bufotes.